# Marie Švirgová
Marie Švirgová, roz. Svačinová (2. července 1936 Lanžhot – 15. prosince 2022) byla moravská folkloristka a malérečka z oblasti Podluží, nositelka Ceny Jihomoravského kraje za přínos v oblasti folkloru.
Narodila se v Lanžhotě, jako devítileté dítě byla svědkem mnoha událostí při přechodu fronty a bojů o Lanžhot v rámci Bratislavsko-brněnské operace. Po studiu měšťanské školy nastoupila do práce, v roce 1957 se provdala, synové se narodili v letech 1962 a 1967. Od mládí se začala věnovat malování lidových ornamentů na podlužácké vstupy do domů a sklepů, malování pentlí a stuh. Její další aktivitou byla výzdoba drobných sakrálních památek v oblasti Lanžhota. Typické podlužácké ornamenty malovala také na perníky, kraslice a porcelán. Malovala lidové ornamenty také na krojové součásti, keramiku, perníky, kraslice nebo porcelán.
Svou lásku k tomuto tradičnímu umění předávala zájemcům o toto řemeslo v rámci řemeslných dílen nebo workshopů. Spoluzaložila Výtvarnou folklorní akademii. Ve spolupráci s Folklorní akademií a Městskou knihovnou v Břeclavi vydala Omalovánky, ve kterých uceleně vytřídila a pojmenovala jednotlivé vzory.  Výsledky její práce je možné vidět nejen v Lanžhotě a jeho okolí, dvakrát (v letech 2017 a 2018) byla pozvána českou komunitou do USA, kde předváděla a učila malování ornamentů. V roce 2019 se stala nositelem Ceny Jihomoravského kraje za přínos v oblasti folkloru.